# Euforia, parte 2
Para la primera parte de este arco narrativo, ver "Euforia, parte 1"
"Euforia, parte 2" (en inglés: "Euphoria, Part 2") es el vigésimo primer episodio de la segunda temporada de la serie estadounidense House. Fue estrenado el 3 de mayo de 2006 en Estados Unidos y el 5 de diciembre de 2006 en España.

## Sinopsis
Con Foreman moribundo, el equipo trata de dar con la enfermedad que padece.
House intenta convencer a la Dr. Cuddy sobre la realización de la autopsia del cuerpo del policía. En busca de la respuesta, House le da un martillo a Foreman para que realice la autopsia, pero se da cuenta de que está ciego y muy pronto llegarán los insoportables dolores. House ordena a Chase y Cameron darle medicinas para cualquier enfermedad posible que pueda poseer Foreman, mientras se llevan el cadáver del policía.
House se comunica con Foreman y le pide instrucciones sobre lo que realizó exactamente en la casa del policía, y expone a su rata (Steve McQueen) a todo lo que Foreman tuvo acceso en la visita de rutina. Foreman llama a su padre.
Desde su oficina, House espía a su rata para observar sus posibles síntomas, mientras es cuestionado por Wilson. Foreman parece mejorar al recuperar la visión, pero al parecer su páncreas empieza a fallar. Aparece el padre de Foreman y House intenta presionar a Cuddy para realizar la autopsia al cuerpo antes de los resultados de la CCE, pero la Dra. Cuddy se mantiene en su posición por los riesgos de salud pública que representa. Foreman y su padre tienen su charla, y se evidencia que al parecer su madre tiene alguna enfermedad mental. Luego el padre le propone rezar por Foreman. Un tiempo más tarde, House enferma a Foreman de Legionelosis, ya que la infección haría resistir más a Foreman como le pasó al policía, dando más tiempo para salvarle la vida. Aunque la fiebre baja un poco, el dolor sigue siendo igual de intenso.
Mientras, House se da cuenta gracias a Wilson de que, como el roedor sigue en perfecto estado de salud, probablemente la infección de Foreman no afecte a las ratas pero sí a los humanos. El equipo entonces se plantea cuáles enfermedades cumplen con esta condición, agregando que el cuerpo humano no es capaz de identificarla, concluyendo que se trata de Listeria. House le da antibióticos para tratarla, pero en un principio Foreman rehúsa tomarlos ya que volvería a sentir dolor nuevamente. Foreman pide una biopsia de la materia blanca del cerebro, House dice que lo hará cuando lo considere necesario.
Más tarde, va a la capilla donde se encontraba rezando el padre de Foreman para contarle el nuevo tratamiento de su hijo. Le dice que va a sentir un dolor tan intenso, que lo inducirán a estado de coma, y por lo tanto, el padre deberá decidir qué hacer con Foreman en ese caso. Recuerda lo que Foreman le decía: House es el mejor doctor con el que ha trabajado, así que lo que House decida estará bien. 
Cuando Cameron va a revisar a Foreman, éste le pide entrar en coma y que sea su representante médico. Cameron acepta ser su representante, pero sabe que quedan cosas por arreglar en la relación. Llama a un abogado. Chase va a la capilla a hablar con el señor Foreman y le dice que su hijo estará en coma. Le pide estar presente en el acto. Cuando lo hace, le dice al hijo que todo estará bien y que no quiere perderlo.
Cameron y Wilson insisten a House en hacerle la biopsia. Cuddy pone a cargo a Cameron y aprueba la biopsia. House va a la casa del policía en busca de animales muertos para buscar rastros de la enfermedad mediante una biopsia. Descubre allí un pozo de agua con naegleria en el techo, mientras Cameron ya había hecho la biopsia. Descubren entonces que tiene Meningoencefalitis amebiana primaria.

### Atención clínica de rutina
House detesta realizar atención clínica de rutina porque le aburre la ausencia de problemas médicos graves y complejos. En este capítulo convence a una madre de que su hija no tiene epilepsia, y le dice que posee "Síndrome de Autogratificación", y cree que debería darle lecciones de privacidad.

## Diagnóstico
Meningoencefalitis amebiana primaria por Naegleria.